# Flughafen al-Ghaida

i7
i11
i13
Der Flughafen al-Ghaida (arabisch مطار الغيضة, DMG Maṭār al-Ġaiḍa, IATA-Code: AAY, ICAO-Code: OYGD) ist ein ziviler Flughafen im Osten des Jemen; er liegt 2 Kilometer südwestlich der Stadt al-Ghaida, der Hauptstadt des Gouvernements al-Mahra und gehörte bis zur Wiedervereinigung im Jahr 1990 zum Südjemen.

## Wiederherstellung
Der Flughafen wurde während der Militärintervention im Jemen seit 2015 (Huthi-Konflikt) mit saudischer Hilfe wiederaufgebaut und 2020 fertiggestellt, während sich die Lage im gesamten Osten des Landes stabil darstellte, weil sich die Region fernab der Konfliktgebiete befand.

## Zwischenfälle
- Am 27. August 1993 kam es in einer Boeing 737-2R4C der staatlichen südjemenitischen Fluggesellschaft Alyemda während des Fluges vom Flughafen al-Mukalla zum Flughafen al-Ghaida zu einer versuchten Entführung durch einen bewaffneten Soldaten. Dieser forderte, dass das Flugzeug nach Kuwait oder Oman fliegen solle, was jedoch aufgrund der begrenzten Menge an Treibstoff nicht möglich war, sodass der Flug wie geplant in al-Ghaida endete. Dort wurde der Entführer festgenommen, ohne dass es zu Personenschaden kam.[4]